# ヨーロッパ支払同盟
ヨーロッパ支払同盟（ヨーロッパしはらいどうめい、英語: European Payments Union）は、1950年7月1日に欧州経済協力機構の参加国が合意して設立した、同機構の補助機関である。日本語ではヨーロッパ決済同盟とも訳される。
参加国間の貿易決済を多角的に行い、参加国通貨の交換性を無理なく実勢により回復することを目的として、貿易決済は同盟を通じて行うしくみが整えられた。
ヨーロッパ支払同盟は国際決済銀行を代理店とする。決済基金として、参加国割当金とマーシャル・プランからの援助6億ドルが寄せられた。有効期限は2年であったが、毎年期限を延長した。ヨーロッパ通貨協定が成立してから解散した。

## 経緯
第二次世界大戦という災禍によりドイツとフランスの国民総生産は、それぞれ1908年と1891年の水準にまで落ち込んでいた。ナチス勢の関わった国際決済銀行を解体して、荒廃した欧州経済を国際通貨基金が立て直すことには一応の大義名分があった。しかし、アメリカの本音はエッジ法により欧州へ投下した資本を回収したいというものであった。そしてアメリカの持っていたカードはヤング案で介入したモルガン資本であった。そして1871年パリ・コミューン鎮圧後にアドルフ・ティエールがモルガン資本を呼び込んで以来、フランスの経済は自律を妨げられていた。そこでフランスは国際決済銀行の存置を働きかけた。
一方では1946年10月、スウェーデン人で国際決済銀行理事のペル・ヤコブソンが世界銀行の経済顧問となった。1947年11月、フランス・イタリア・ベネルクス三国が「多角的通貨相殺合意」に達した。参加国は各国間の貿易収支を国際決済銀行に毎月報告する義務が設定された。1948年4月に国際決済銀行の存続が国際通貨基金と世界銀行の理事会で声明として発表された。10月、欧州経済協力機構の全加盟国が「欧州域内決済・相殺協定」に参加した。この協定における事務は、やはり国際決済銀行が引き受けた。協定の仕組みでは、マーシャル・プラン援助の一部が「域内貿易黒字国に交付されてから」引き出し権として赤字国に設定された。
後継のヨーロッパ支払同盟に向けて、まず欧州側が提案した。提案はドル資金を用いた信用供与には厳しめの条件をつけ、他方では金塊を使った加盟国間の信用供与ができる余地を残した。英米から批判を浴びるなか、ヤコブソンの主張により純粋な決済機構が志向された。与信機能が削除され、不均衡調整の手段も制限された。ヤコブソンは、たとえばこう考えていた。欧州は自身の緊縮政策によりドル不足を解決しなければならない。また、欧州の決済機構はスターリング・ポンドを組み込んで安定させなければならない。1949年7月14日の秘密会談では、国際決済銀行総支配人オーボワンと合衆国輸出入銀行のマクチェスニー・マーティンを相手に、ヤコブソンは市場原理に基づいてブレトンウッズ体制を批判した。